# Demos Malavasi (1926-1944)
Demos Malavasi (Novi di Modena, 29 aprile 1926 – Rovereto sulla Secchia, 1º dicembre 1944) è stato un partigiano italiano.
Noto con il nome di battaglia "Diavolo", fu il più giovane partigiano modenese insignito del massimo riconoscimento della Medaglia d'oro al valor militare alla memoria.

## Biografia
Figlio di Dino Malavasi e Argia Schiatti, modesti braccianti agricoli antifascisti, Demos iniziò a lavorare subito dopo la licenza elementare, divenendo poi meccanico aggiustatore. Dopo l'armistizio dell'8 settembre, rifiutò l'arruolamento obbligatorio nella RSI, ma entrò giovanissimo nei Gruppi d'Azione Partigiana  (GAP) durante la Resistenza. Appartenente con il grado di tenente alla 15ª Brigata Garibaldi (Divisione “Modena” Pianura) partecipo a diversi combattimenti a  s Secchia, Poggio Rusco e Novi di Modeba, rendendosi protagonista di azioni individuali.
Il 1º dicembre 1944, durante la battaglia di Cortile di Carpi, venne ucciso durante un sanguinoso scontro a fuoco tra Fossoli e Rovereto sulla Secchia, al confine tra i comuni di Carpi e Novi di Modena. Dopo la sua morte la brigata gappista d'appartenenza prese il suo nome.
La salma fu tumulata nel sacrario dei caduti partigiani del cimitero di Novi di Modena, mentre a Fossoli è presente un cippo che ricorda che "L'eroe e il fanciullo si fusero in lui nell'ansia insopprimibile della libertà. L'onorificenza alla memoria stà (sic) a testimoniare la tempra del grande combattente".
Per la sua attività partigiana venne insignito postumo della medaglia d'oro al valor militare.
Era omonimo e concittadino di un altro eroe partigiano, morto il 9 settembre 1943 e per ciò considerato il primo martire della Resistenza modenese.